# يوهان أوجست فولرز
يوهان أوجست فولرز (1218 - 1297 هـ / 1803 - 1880 م) هو مستشرق ألماني.

## آثاره
- «معلّقة الحارث بن حلزة بشرح الزوزني، بحسب مخطوطات باريس؛ مع قصيدتين لأبي العلاء بحسب مخطوط بطرسبرج. مع ترجمة إلى اللاتينية، وشرح» (بون، 1827).
- «معلقة طرفة (ابن العبد) بشرح الزوزني، بحسب مخطوطات باريس، مع ترجمة إلى اللاتينية وترجمة لحياة الشاعر، مع إضافات مختارات من تعليقات ريسكه» (بون، 1827).
- «شذرات عن ديانة زرادشت مترجمة عن الفارسية، مع شرح مفصل وترجمة للفردوسي مأخوذة من كتاب («تذكرة الشعراء») لدولة شاه. وقد قدمها الأستاذ ڤندشمن» (بون، 1831).
- «مبادئ النحو العربي، على هيئة جداول» (بون، 1832).
- «مختارات من الشاهنامه لاستعمال الطلاب، مع تعليقات ومعجم ألفاظ» (بون، 1833).
- «تاريخ السلاجقة، تأليف ميرخوند (بالفارسية)، ينشر لأول مرة بحسب مخطوطات باريس وبرلين، مع تعليقات (جيسن، 1838).
- ترجمة تاريخ السلاجقة لميرخوند، من الفارسية (إلى الألمانية). مع تعليقات جغرافية وأدبية، وجدول أنساب وفهرس. (جيسن، 1838).
- «مختارات من تراجم الشعراء الفرس لدولة شاه، النص مع ترجمة إلى اللاتينية»: الكراسة الأولى وفيها ترجمة حياة حافظ الشيرازي، (جيسن 1839). الكراسة الثانية، وفيها ترجمة حياة أنوري (جيسن، 1868).
- «وسائل لتسهيل الولادة عند الهنود الأقدمين، نقلاً عن مذهب سوسروتا Susruta في الطب، ترجمة وشرح».
- «مقارنة قواعد اللغة الفارسية بقواعد اللغتين السنسكريتية والزندية» (جيسن، 1840).
- «تركيب الجملة وعلم العروض عند الفرس»، (جيسن، 1850).
- «معجم فارسي ـ لاتيني اشتقاقي مع المقارنة بالسنسكريتية والزندية والپهلوية، مستمد من المعاجم الفارسية: البرهان القاطع، هفت قلزم وبحار عجم والقاموس الفارسي التركي: فرهنك شعوري..». بون، 1855 ـ 1864.
- «ملحق للمعجم الفارسي ـ اللاتيني، ويحتوي على جذور الأفعال الفارسية، من اللهجات الفارسية القديمة جداً واللغة السنسكريتية وسائر اللغات». بون 1867.